# رابرت کاری
رابرت کاری (انگلیسی: Robert Curry; ۱۴ اوت ۱۸۸۱ – ۱۲ نوامبر ۱۹۴۴) کشتی‌گیر اهل ایالات متحده آمریکا بود.
وی در بازی‌های المپیک تابستانی ۱۹۰۴ در نیم مگس وزن کشتی آزاد توانست مدال طلا کسب کند.